# Advanced Space-based Solar Observatory
ASO-S, acronyme de Advanced Space-borne Solar Observatory, est un observatoire spatial solaire chinois dont l'objectif est d'étudier les relations entre le champ magnétique du Soleil, les éruptions solaires et les éjections de masse coronale. Il s'agit du premier observatoire solaire spatial de la Chine. Le télescope a été placé sur une orbite héliosynchrone le 9 octobre 2022.

## Contexte
ASO-S est le premier observatoire solaire spatial développé par la Chine. Il est la première concrétisation après plusieurs projets n'ayant pas dépassé la phase d'étude dont le plus ancien date de 1976 (ASTRON-1). Les seuls observations du Soleil depuis l'espace ont été effectuées dans le cadre du programme spatial habité : plusieurs instruments d'observation du Soleil sont embarqués à bord des missions avec équipage Shenzhou. En 1990, le projet SST (Space Solar Observatory) est proposé sans suite. Durant la décennie 2000, la Chine et la France étudient une mission conjointe SMESE (Small Explorer for Solar Eruptions). En 2011, dans le cadre de son 12e plan quinquennal, la Chine réorganise le domaine de la recherche spatiale en confiant au Centre national des sciences spatiales (NSSC), centre de recherche rattaché à l'Académie chinoise des sciences la coordination des études et des développements dans ce domaine. KuaFu, une constellation de trois satellites qui doit étudier les éruptions solaires et leurs impacts sur la magnétosphère terrestre, est une des quatre missions scientifiques financées à la suite de cette réorganisation mais le projet n'aboutit pas à la suite de l'abandon du partenaire canadien.

## Historique du projet
La première proposition à l'origine d'ASO-S remonte à 2010 et est en partie dérivée du projet SMESE. Une pré-étude est réalisée entre octobre 2011 et mars 2013. Une étude plus détaillée est réalisée entre janvier 2014 et avril 2016 puis prolongée jusqu'en novembre 2016. La phase d'ingénierie (phase B) suit et s'achève en 2019. Selon la trajectoire définie en 2019, le satellite doit alors entrer en construction et son lancement intervenir en 2022.   
ASO-S est, avec Einstein Probe, SMILE et GECAM, une des quatre missions de la deuxième phase du programme spatial scientifique de l'Académie des sciences chinoise. Ce nouveau programme annoncé en juillet 2018 est doté d'une enveloppe globale de 4 milliards yuans (515 millions €).

## Objectifs
Les objectifs de la mission ASO-S sont : 
- Déterminer les relations existant entre le champ magnétique du Soleil et les éruptions solaires.
- Déterminer les relations entre le champ magnétique du Soleil et les éjections de masse coronale.
- Déterminer les relations entre les éruptions solaires et les éjections de masse coronale.

## Caractéristiques techniques du satellite
ASO-S est un satellite stabilisé 3 axes d'une masse inférieure à 1 000 kg avec une précision de pointage de 0,01° et une stabilité d'orientation de 1 à 2 secondes d'arc toutes les 20 secondes. La charge utile a une masse inférieure à 335 kg et elle consomme environ 300 watts. La plateforme pourrait être par exemple de type SAST1000 ou CS-L3000A. La précision de pointage de la plateforme est inférieure à 0,01°, la précision des mesures est inférieure à 1 seconde d'arc et la dérive de l'orientation est inférieure à 0,0004°/s .

## Instrumentation scientifique
ASO-S dispose de trois instruments :
- L'instrument FMG (Full-Disc Vector Magnetograph) doit cartographier le champ magnétique de la photosphère sur l'ensemble du disque solaire. Il comprend un imageur, un système de polarisation optique et un détecteur de type CCD. Le champ magnétique est mesuré avec une précision de 5 gauss, la résolution spatiale est de 5 secondes d'arc et la résolution temporelle est de 2 minutes. Le champ de vue est de 33 minutes d'arc.
- La caméra HXI (Hard X-ray Imager) doit réaliser des images de l'ensemble du disque solaire dans le rayonnement X. L'instrument est optimisé pour réaliser des images des éruptions solaires. Il utilise le rayonnement ayant une énergie comprise entre 30 et 300 keV avec une résolution spectrale de 3662keV, une résolution spatiale inférieure à 6 secondes d'arc, une résolution temporelle de 0,5 seconde.
- Un ensemble de trois télescopes LST (Lyman-alpha Solar Telescope) est utilisé pour observer la raie de Lyman-alpha (121,6 nm) des éruptions solaires jusqu'à une distance de plusieurs rayons solaires du disque du Soleil. Ces trois télescopes sont SDI (pour obtenir une image du disque solaire), SCI (coronographe pour l'observation entre 1,1 et 2,5 rayons solaires) et WST (lumière blanche émise par le disque solaire utilisé à des fins de calibration). La résolution spatiale est de 4,6  (SCI) et 1,12 seconde d'arc (SDI). La résolution temporelle est de 4 à 10 secondes (SCI) et de 1 à 5 secondes (SDI).

## Déroulement de la mission
ASO-S est placé le 9 octobre 2022 sur une orbite héliosynchrone à une altitude de 720 kilomètres avec une inclinaison orbitale de 98,2° par un lanceur de la classe des Longue Marche 2D. La durée de la mission est de 4 ans.